# Landtag Reuß jüngerer Linie (1877–1880)
Dieser Artikel behandelt den  Landtag Reuß jüngerer Linie 1877–1880.

## Landtag
Der Landtag Reuß jüngerer Linie wurde in zwei Kurien gewählt. Drei Mandate wurden durch die Höchstbesteuerten (HB) gewählt die anderen in allgemeinen Wahlen (AW) in Ein-Personen-Wahlkreisen bestimmt. Daneben bestand eine Virilstimme für den Inhaber des Reuß-Köstritzer Paragiums (RKP). Die Wahlen fanden am 2. Oktober 1877 statt.
Als Abgeordnete wurden gewählt:
| Name                              | Partei    | Wohnort            | Kurie | Wahlkreis | Anmerkung                                         |
| --------------------------------- | --------- | ------------------ | ----- | --------- | ------------------------------------------------- |
| Heinrich Julius Alberti           | NLP       | Schleiz            | AW    | 7         |                                                   |
| Heinrich Ernst Albrecht           |           | Ebersdorf          | AW    | 10        |                                                   |
| Heinrich Gustav Behr              | DFP       | Gera               | AW    | 1         |                                                   |
| Wilhelm Heinrich Broßmann         |           | Schleiz            | AW    | 9         | Verstorben am 29. Dezember 1879                   |
| Julius Robert Fischer             |           | Gera               | AHB   |           |                                                   |
| Ludwig Walther Fürbringer         | NLP       | Gera               | HB    |           |                                                   |
| Julius Robert Funger              |           | Rusitz             | AW    | 5         |                                                   |
| Karl Franz Goßler, gen. Brätter   | SDAP/SAPD | Gera               | AW    | 2         |                                                   |
| Friedrich Gustav Groß             |           | Hohenleuben        | AW    | 6         | Verstorben am 22. Dezember 1878. Nachfolger: Rohn |
| Heinrich LXIX. von Reuß-Köstritz  |           | Köstritz           | RKP   |           |                                                   |
| Karl Bernhard Jäger               | NLP       | Hirschberg/Saale   | AW    | 12        | -                                                 |
| Christian Heinrich Lautenschläger | kons.     | Langenwolschendorf | AW    | 8         |                                                   |
| Wilhelm Christian Friedrich Oehm  |           | Lobenstein         | AW    | 11        |                                                   |
| Heinrich Rohn                     |           | Triebes            | AW    | 6         | Ab 26. August 1879 Nachfolger für Groß            |
| Franz Hermann Schlutter           |           | Zwötzen            | AW    | 4         |                                                   |
| Karl Friedrich Anton Wartenburg   | DFP       | Gera               | AW    | 3         |                                                   |
| Karl Gotthelf Zetsche             |           | Gera               | HB    |           |                                                   |

Landtagskommissar war Staatsminister Emil von Beulwitz. Unter dem Alterspräsidenten Ernst Albrecht wählte der Landtag Julius Alberti als Landtagspräsidenten. Als Vizepräsident wurde Karl Wartenburg gewählt. Schriftführer war Franz Schlutter. Stellvertretender Schriftführer war Heinrich Lautenschläger.
Der Landtag trat vom 31. Oktober 1877 bis zum 11. September 1880 in 34 öffentlichen Plenarsitzungen in zwei Sitzungsperioden zusammen. Der Landtagsabschied datiert vom 26. September 1880.
Für die Zeit zwischen den Sitzungsperioden wurde ein Landtagsausschuss gewählt. Dieser bestand aus:
| Landesteil                      | Mitglied       | Stellvertreter          | Von-Bis |
| ------------------------------- | -------------- | ----------------------- | ------- |
| Landesteil Gera                 | Robert Fischer | Walther Fürbringer      |         |
| Landesteil Schleiz              | Julius Alberti | Heinrich Lautenschläger |         |
| Landesteil Lobenstein-Ebersdorf | Bernhard Jäger | Ernst Albrecht          |         |